# B. Alan Wallace
Bruce Alan Wallace (Pasadena, 17 de abril de 1950) es un autor estadounidense y especialista en budismo tibetano. Sus libros abordan modos de investigación de carácter científico, filosófico y contemplativo, tanto de Oriente como de Occidente, a menudo enfocándose en los vínculos entre la ciencia y el budismo. Es el fundador del Instituto para el Estudio de la Conciencia en Santa Bárbara.

## Primeros años y educación
Wallace nació en una familia de cristianos devotos. Su padre fue un teólogo bautista. A los 13 años desarrolló una pasión por la ciencia, específicamente la ecología, inspirado por una maestra de ciencias. A los 18 años ingresó a la Universidad de California en San Diego. Wallace comenzó sus estudios del idioma tibetano y el budismo en 1970 en la Universidad de Gotinga, Alemania. Luego continuó sus estudios en Dharamsala, India, donde fue ordenado monje budista por Su Santidad el Dalái lama en 1975.

## Carrera
Wallace enseñó en el Instituto de Estudios Superiores Tibetanos en Mont Pèlerin, Suiza de 1975 a 1979 y después dedicó cuatro años a la meditación de tiempo completo. Asistió como participante e intérprete en el primer Mind and Life Institute en 1987 y continuó participando hasta el 2009.
En 1987, Wallace se graduó en física, filosofía de la ciencia y sánscrito en el Amherst College, seguido de un doctorado en estudios religiosos en 1995 de la Universidad Stanford. Su disertación doctoral trata sobre "El Cultivo de la Atención Sostenida y Voluntaria en el Budismo Indo-Tibetano". Enseñó por cuatro años en el Departamento de Estudios Religiosos en la Universidad de California en Santa Bárbara.
Wallace fundó el Instituto para el Estudio de la Conciencia en Santa Bárbara en 2003, con la intención de integrar los estudios científicos y contemplativos de la conciencia. Wallace y Clifford Saron establecieron el Proyecto Shamatha, el cual evaluó los efectos de la meditación budista en 60 personas que participaron en un retiro residencial de meditación por tres meses, donde Wallace sirvió como su instructor y Saron como el investigador principal en el estudio científico. Los hallazgos de esta investigación sobre los efectos en la atención, emociones y bienestar, así como biomarcadores han sido publicados en muchas revistas científicas arbitradas.
Desde 1976, Wallace ha enseñado una amplia gama de meditaciones budistas en todo el mundo y ha servido como intérprete para muchos eminentes lamas tibetanos, incluyendo a Su Santidad el Dalái lama, en la interface entre formas tradicionales de meditación budista y las ciencias de la mente. A partir del 2010, Wallace ha dirigido una serie de retiros de ocho semanas para entrenar alumnos en las prácticas meditativas del Shamatha, los cuatro inconmensurables, Vipashyana y Dzogchen. Wallace es la fuerza impulsora detrás del desarrollo del Centro para la Investigación Contemplativa en la Toscana, Italia, como una comunidad de contemplativos y científicos para integrar la experiencia meditativa en primera persona con los métodos científicos en tercera persona.

## Obras seleccionadas

### Libros sobre budismo y ciencia

#### En español
- La ciencia de la mente: Cuando la ciencia y la espiritualidad se encuentran. Barcelona: Kairós, 2009
- Mente y Conciencia: Conversaciones con el Dalai Lama sobre la ciencia del cerebro y el budismo. Madrid: EDAF, 2000

#### En inglés
- Meditations of a Buddhist Skeptic: A Manifesto for the Mind Sciences and Contemplative Practice. New York: Columbia University Press, 2011
- Mind in the Balance: Meditation in Science, Buddhism, and Christianity. New York: Columbia University Press, 2009 (También traducido al portugués, italiano, español, holandés y tibetano)
- Embracing Mind: The Common Ground of Science and Spirituality. Co-authored with Brian Hodel. Boston: Shambhala Publications, 2008 (También traducido al holandés y español)
- Hidden Dimensions: The Unification of Physics and Consciousness. New York: Columbia University Press, 2007 (También traducido al holandés, alemán, italiano, portugués y tibetano)
- Contemplative Science: Where Buddhism and Neuroscience Converge. New York: Columbia University Press, 2007 (También traducido al portugués, coreano y tailandés)
- Buddhism and Science: Breaking New Ground. Edited by B. Alan Wallace. New York: Columbia University Press, 2003
- The Taboo of Subjectivity: Toward a New Science of Consciousness. New York: Oxford University Press, 2000
- Consciousness at the Crossroads: Conversations with the Dalai Lama on Brain-science and Buddhism. Edited by Zara Houshmand, Robert B. Livingston, B. Alan Wallace. Ithaca: Snow Lion, 1999 (También traducido al holandés, portugués, coreano, español, francés, chino e italiano)
- Choosing Reality: A Buddhist View of Physics and the Mind. Revised edition. Ithaca: Snow Lion Publications, 1996. Re-edition of Choosing Reality: A Contemplative View of Physics and the Mind. Boston: Shambhala Publications, 1989 (También traducido al francés y coreano)

### Libros sobre budismo tibetano

#### En español
- El poder de la meditación para alcanzar el equilibrio. Barcelona: Oniro, 2010
- Los cuatro inconmensurables: Prácticas para abrir el corazón. Barcelona: Eleftheria, 2018
- El entrenamiento de la mente en siete puntos: Un método tibetano para el cultivo de la mente y el corazón. Barcelona: Eleftheria, 2018
- Felicidad genuina: La meditación como camino a la eudemonía. Barcelona: Eleftheria, 2017
- Budismo con actitud. Barcelona: Debolsillo, 2013

#### En inglés
- Fathoming the Mind: Inquiry and Insight in Dudjom Lingpa's Vajra Essence. Boston: Wisdom Publications, 2018
- Open Mind: View and Meditation in the Lineage of Lerab Lingpa. Somerville, MA: Wisdom Publications, 2017
- Dudjom Lingpa's Visions of the Great Perfection, Volumes 1-3. Somerville, MA: Wisdom Publications, 2015
- Dreaming Yourself Awake: Lucid Dreaming and Tibetan Dream Yoga for Insight and Transformation. Boston: Shambhala Publications, 2012 (También traducido al portugués)
- Stilling the Mind: Shamatha Teachings from Dudjom Lingpa's Vajra Essence. Boston: Wisdom Publications, 2011 (También traducido al portugués)
- Minding Closely: The Four Applications of Mindfulness. Ithaca, NY: Snow Lion Publications, 2011
- The Attention Revolution: Unlocking the Power of the Focused Mind. Foreword by Daniel Goleman. Boston: Wisdom Publications, 2006 (También traducido al chino complejo, catalán, italiano, alemán, indonesio, portugués, rumano, chino, español y mongol)
- Genuine Happiness: Meditation as a Path to Fulfillment. Hoboken, NJ: John Wiley & Sons, 2005 (También traducido al portugués, español y ruso)
- Buddhism with an Attitude: The Tibetan Seven-Point Mind-Training. Ithaca, NY: Snow Lion Publications, 2001 (También traducido al holandés, italiano, finés, español, portugués y coreano)
- The Four Immeasurables: Practices to Open the Heart. Ithaca, NY: Snow Lion Publications, 2010. Re-edition of The Four Immeasurables: Cultivating a Boundless Heart, 2004; re-edition of Boundless Heart: The Four Immeasurables, 1999 (También traducido al italiano, francés y holandés)
- Balancing the Mind: A Tibetan Buddhist Approach to Refining Attention. Ithaca, NY: Snow Lion Publications, 2005. New edition of The Bridge of Quiescence: Experiencing Tibetan Buddhist Meditation. Chicago: Open Court Press, 1998
- Tibetan Buddhism From the Ground Up. Boston: Wisdom Publications, 1993 (También traducido al italiano, portugués, holandés y coreano)
- The Seven-Point Mind Training. Ithaca, NY: Snow Lion Publications, 2004. Re-edition of A Passage from Solitude: A Modern Commentary on Tibetan Buddhist Mind Training. Ithaca, NY: Snow Lion Publications, 1992 (También traducido al italiano)
- Tibetan Tradition of Mental Development. Geshe Ngawang Dhargyey. Sherpa Tulku, trans. Dharamsala: Library of Tibetan Works & Archives, 1974, 1976, 1978; rev. eds. 1985 & 1992 (También traducido al italiano)
- Spoken Tibetan. Co-authored with Kerrith McKenzie. Mt. Pèlerin, Switzerland: Center for Higher Tibetan Studies, 1985